# Copa del Pacífico (clubes)
La Copa del Pacífico es un tradicional torneo internacional amistoso de fútbol.
Su primera edición se la realizó en 1949, siendo uno de los torneos internacionales de clubes más antiguos del continente.
Al campeón del torneo se lo suele llamar Campeón del Pacífico.

## Historia

### Inicios
El torneo internacional se lo disputaba en el estadio George Capwell, y era una tradición futbolística en Guayaquil (Ecuador). Se la organizó por la década de lo 1940 y 1950 del siglo XX con las participaciones de los más representativos equipos de Ecuador, Chile, Perú y Colombia.
1949: Se disputó el primer torneo del Pacífico en Ecuador, en las instalaciones del estadio George Capwell. El certamen se realizó entre el 4 de mayo y el 8 de junio de ese año. Se disputó la Copa Presidente de la República y fue Galo Plaza Lasso quien dio el puntapié inicial del evento.
Con Magallanes de Chile, Alianza Lima de Perú, Aucas de Quito, Emelec y Barcelona de Guayaquil, se jugó a doble vuelta. Terminaron empatados en el primer lugar Magallanes, Emelec y Barcelona, todos con 10 puntos. La premiación se concluyó de la siguiente forma: Magallanes recibió la Copa Presidente de la República, Emelec la Copa Municipio de Guayaquil y Barcelona recibió el trofeo Orange Crush. También se premió al goleador y al considerado mejor jugador del torneo, Hugo Mena de Emelec, que anotó 13 goles, muy por encima del peruano Garretón de Alianza Lima con ocho tantos, y del chileno Méndez de Magallanes que anotó siete goles.

### Desaparición
A medida que pasó el tiempo, se fue desapareciendo la organización de este tradicional evento.
Por muchos años se lo dejó de realizar, pese a la emoción que siempre provocó el mismo, que era conocido internacionalmente por su jerarquía y clase.

### El Retorno
- Nassib Neme a inicios de la década de los 90 comenzaba a rescatar el estadio Capwell haciéndolo un funcional escenario deportivo. Para celebrar este acontecimiento decidió organizar este evento histórico, la "nueva Copa del Pacífico".

1991: El torneo no se denominó Copa del Pacífico como en sus años posteriores, este año se denominó Cuadrangular de Reinauguración del estadio George Capwell En el participaron Emelec de Ecuador, Universitario de Perú, Independiente de Argentina y Santos de Brasil. La final ganó Emelec 1-0 a Santos.
Las ediciones de 1992 y 1993 ya fueron popularmente conocidas con el nombre de Copa del Pacífico.
1992: En esta edición participaron Sporting Cristal de Perú, Millonarios de Colombia, Universidad de Chile de Chile, y Emelec de Ecuador.
En la primera ronda Emelec ganó a Universidad de Chile y Millonarios a Sporting Cristal. En la final empataron 2-2 y en la 'lotería' de los penales ganó el equipo colombiano.
1993: Los participantes de esta edición fueron Millonarios de Colombia (campeón del pasado torneo), Cobreloa de Chile, Emelec y Barcelona de Ecuador.
En la primera jornada Emelec venció a Millonarios y Barcelona superó a Cobreloa, por lo que la final fue un Clásico del Astillero que ganó Emelec 2-0 para coronarse campeón.
- Debido a que esta copa ha sido tan espectacular en sus ediciones, Nassib Neme al volver al medio de directiva deportiva, volvió a dar la iniciativa de realizar ocasionalmente este torneo.

2008: Esta edición del torneo se llamó Copa "ACE Seguros" del Pacífico por motivos de patrocinio. Aquel cuadrangular participaron Emelec y Liga de Quito de Ecuador, Once Caldas de Colombia, y Sporting Cristal de Perú. Los equipos ecuatorianos llegaron a la final, la cual terminó empatada 2-2 y Liga de Quito ganó en la 'lotería' de los penales.
2009: Este año participaron Emelec de Ecuador, Independiente Medellín de Colombia, San Martín de Porres de Perú, y Deportivo Quito de Ecuador. Nuevamente Emelec clasificó a la final, en esta ocasión contra Independiente Medellín, el equipo colombiano ganó 2-0 con tantos de Jackson Martínez, quien fue uno de los goleadores del certmen empatado con Léider Preciado del Deportivo Quito y Gonzalo Ludueña de San Martín, todos ellos con dos goles.
2010: Este año participaron Emelec, Barcelona de Guayaquil, Independiente Medellín de Colombia como actual campeón, y el Racing de Uruguay, siendo este último el equipo invitado de un país que no limita con el océano Pacífico (la invitación a participantes externos es algo tradicional en importantes eventos futbolísticos como la Copa América, en la que han participado selecciones de países de CONCACAF y Asia o a nivel de clubes la Copa Sudamericana, en la que han participado equipos de México-Centroamérica, entre otros importantes torneos). 
Clasificaron a la final nuevamente Emelec y el Independiente Medellín, en la cual Emelec ganó 2-1 y se coronó campeón.
2016: Este año se cambió la modalidad del torneo. Participaron Emelec de Ecuador y Alianza Lima de Perú en partidos de ida y vuelta. Estos partidos además fueron las presentaciones del año de estos equipos frente a su hinchada, la Explosión Azul cuando Emelec fue local y la Noche Blanquiazul cuando Alianza Lima fue local. El partido de ida ganó Emelec 3-1 en Guayaquil y el de vuelta ganó Alianza Lima 3-2 en Lima, por lo que Emelec fue campeón del torneo con un resultado global de 5-4.
2018: Después de 2 años se regresó a la modalidad de eliminación directa en al cual se jugarían dos juegos de semifinales y cuyos ganadores jugarían una final para esta edición participarán los equipos de Emelec, Barcelona, Delfín y Guayaquil City.

## Historial
| Año           | Campeón                | Resultado    | Subcampeón             | Tercer lugar                     | Resultado    | Cuarto lugar     |
| ------------- | ---------------------- | ------------ | ---------------------- | -------------------------------- | ------------ | ---------------- |
| 1949 Detalles | Magallanes             | Puntos       | Emelec                 | Barcelona                        | Puntos       | Alianza Lima     |
| 1991 Detalles | Emelec                 | 1:0          | Santos                 | Universitario                    | 3:2          | Independiente    |
| 1992 Detalles | Millonarios            | 2:2 (4:3 p.) | Emelec                 | Universidad de Chile             | 1:1          | Sporting Cristal |
| 1993 Detalles | Emelec                 | 2:0          | Barcelona              | Cobreloa                         | 5:1          | Millonarios      |
| 2008 Detalles | Liga de Quito          | 2:2 (5:3 p.) | Emelec                 | Once Caldas                      | 1:0          | Sporting Cristal |
| 2009 Detalles | Independiente Medellín | 2:0          | Emelec                 | Universidad San Martín de Porres | 3:3 (6:5 p.) | Deportivo Quito  |
| 2010 Detalles | Emelec                 | 2:1          | Independiente Medellín | Barcelona                        | 2:0          | Racing Club      |
| 2011 Detalles | Cancelado              | Cancelado    | Cancelado              | Cancelado                        | Cancelado    | Cancelado        |
| 2016 Detalles | Emelec                 | 3:1 2:3      | Alianza Lima           | No hubo                          | No hubo      | No hubo          |
| 2018 Detalles | Emelec                 | 3:1          | Delfín                 | Guayaquil City                   | 1:1          | Barcelona        |

- La edición de 1949 tuvo a Magallanes, Emelec y Barcelona empataron con 10 puntos, los 3 clubes recibieron un trofeo diferente, pero Magallanes obtuvo mejor gol diferencia y se adjudicó el trofeo principal.
- La edición 1991 no se llamó Copa del Pacífico, se denominó Reinauguración del Estadio George Capwell.[8]
- La sede de todos los torneos ha sido Guayaquil. La edición 2016 fue la única jugada en dos sedes: Guayaquil y Lima.
- Sin datos sobre si hubo ediciones en la década de los años 1950.

## Palmarés
| Equipo                 | Títulos | Subtítulos | Años Campeón                 | Años Subcampeón        |
| ---------------------- | ------- | ---------- | ---------------------------- | ---------------------- |
| Emelec                 | 5       | 4          | 1991, 1993, 2010, 2016, 2018 | 1949, 1992, 2008, 2009 |
| Independiente Medellín | 1       | 1          | 2009                         | 2010                   |
| Magallanes             | 1       | -          | 1949                         |                        |
| Millonarios            | 1       | -          | 1992                         |                        |
| Liga de Quito          | 1       | -          | 2008                         |                        |
| Barcelona              | -       | 1          |                              | 1993                   |
| Santos                 | -       | 1          |                              | 1991                   |
| Alianza Lima           | -       | 1          |                              | 2016                   |
| Delfín                 | -       | 1          |                              | 2018                   |

## Estadísticas históricas

### Clasificación histórica
| Pos. | Equipo                    | Part. | PJ | PG | PE | PP | GF | GC | Dif. | Puntos | Títulos |
| ---- | ------------------------- | ----- | -- | -- | -- | -- | -- | -- | ---- | ------ | ------- |
| 1°   | Emelec                    | 9     | 22 | 12 | 8  | 2  | 46 | 31 | +15  | 42     | 5       |
| 2°   | Barcelona                 | 4     | 14 | 6  | 4  | 4  | 23 | 30 | -7   | 22     | -       |
| 3°   | Magallanes                | 1     | 8  | 4  | 2  | 2  | 28 | 14 | +14  | 14     | 1       |
| 4°   | Alianza Lima              | 2     | 10 | 3  | 3  | 4  | 25 | 23 | +2   | 12     | -       |
| 5°   | Independiente Medellín    | 2     | 4  | 2  | 1  | 1  | 6  | 4  | +2   | 7      | 1       |
| 6°   | Liga de Quito             | 1     | 2  | 1  | 1  | 0  | 5  | 4  | +1   | 4      | 1       |
| 7°   | Once Caldas               | 1     | 2  | 1  | 1  | 0  | 3  | 3  | 0    | 4      | -       |
| 8°   | Millonarios               | 2     | 4  | 1  | 1  | 2  | 4  | 8  | -4   | 4      | 1       |
| 9°   | Aucas                     | 1     | 8  | 1  | 1  | 6  | 15 | 28 | -13  | 4      | -       |
| 10°  | Cobreloa                  | 1     | 2  | 1  | 0  | 1  | 6  | 3  | +3   | 3      | -       |
| 11°  | Santos                    | 1     | 2  | 1  | 0  | 1  | 1  | 1  | 0    | 3      | -       |
| 12°  | Delfín                    | 1     | 2  | 1  | 0  | 1  | 3  | 4  | -1   | 3      | -       |
| 13°  | Universitario             | 1     | 2  | 1  | 0  | 1  | 4  | 5  | -1   | 3      | -       |
| 14°  | Universidad de San Martín | 1     | 2  | 0  | 2  | 0  | 4  | 4  | 0    | 2      | -       |
| 15°  | Sporting Cristal          | 2     | 4  | 0  | 2  | 2  | 1  | 3  | -2   | 2      | -       |
| 16°  | Deportivo Quito           | 1     | 2  | 0  | 1  | 1  | 3  | 4  | -1   | 1      | -       |
| 17°  | Universidad de Chile      | 1     | 2  | 0  | 1  | 1  | 1  | 3  | -2   | 1      | -       |
| 18°  | Racing Club               | 1     | 2  | 0  | 1  | 1  | 0  | 2  | -2   | 1      | -       |
| 19°  | Guayaquil City            | 1     | 2  | 0  | 1  | 1  | 2  | 5  | -3   | 1      | -       |
| 20°  | Independiente             | 1     | 2  | 0  | 0  | 2  | 2  | 4  | -2   | 0      | -       |

- Todo empate contabilizado con 1 punto, sin importar si se definió ganador en tiros desde el punto penal.

### Tabla histórica de goleadores
| Pos. | Nombre                 | Nacionalidad | Goles | Temporadas  | Equipo(s)                              |
| ---- | ---------------------- | ------------ | ----- | ----------- | -------------------------------------- |
| 1º   | Hugo Mena              | Ecuador      | 13    | 1949        | Emelec                                 |
| 2º   | Aquiles Garretón       | Perú         | 8     | 1949        | Alianza Lima                           |
| 3º   | Luis Méndez            | Argentina    | 7     | 1949        | Magallanes                             |
| 4º   | Marco Antonio Figueroa | Chile        | 3     | 1993        | Cobreloa                               |
| 4º   | Gonzalo Ludueña        | Argentina    | 3     | 2008 y 2009 | Emelec (1), Universidad San Martín (2) |
| 5º   | Ayrton Preciado        | Ecuador      | 3     | 2018        | Emelec                                 |

## Datos
- Este torneo de fútbol entre clubes de Sudamérica es más antiguo que otros importantes torneos continentales como la Copa Libertadores.
- Este torneo no tiene ninguna relación con el de dos selecciones, fundado 4 años después que este, que lleva el mismo nombre.
- El lema del evento es "El torneo en la Perla", debido a que su sede es Guayaquil-Ecuador, ciudad a la que se la llama "La perla del Pacífico".
- La única edición que tuvo como sede otra ciudad además de Guayaquil fue la del 2016, que se jugó también en Lima-Perú.
- En el torneo de 1949 empataron en primer lugar Magallanes de Chile, Emelec y Barcelona de Ecuador. Cada equipo recibió un trofeo diferente, aunque el principal fue para Magallanes de Chile por ser visitante.
- Al quedar en primer lugar Magallanes en la edición de 1949, se convirtió en el primer equipo de Chile en ser campeón de un torneo internacional.
- En el torneo de 1949, el 12 de mayo se disputó un partido entre Emelec y Barcelona, el cual lo comenzó ganando Barcelona 3-0, luego se fue la luz en el estadio Capwell,  al reanudarse el partido Emelec consiguió empatar 3-3. A este partido se lo toma en cuenta como uno de los pioneros de los Clásico del Astillero.
- En los torneos de 1991 y 1992 participaron cuatro equipos de cuatro países diferentes. La edición de 2018 fue la única que sus cuatro participantes fueron del mismo país, Ecuador.
- En el torneo de 1993 fue la tercera vez que se enfrentaron en una final Emelec y Barcelona, ya que antes lo hicieron en el Campeonato de Fútbol del Guayas 1964 y en la Copa Ciudad de Guayaquil 1988, y posteriormente en el Campeonato Ecuatoriano de Fútbol 2014. Las cuatro ocasiones, ganó Emelec.
- El torneo del 2009 se lo disputó en su primera fase en el estadio George Capwell y la fase final en el estadio Alberto Spencer.
- El torneo del 2016 se disputó el partido de ida en el estadio Christian Benítez de Guayaquil y el de vuelta en el estadio Alejandro Villanueva de Lima, siendo esta la única edición del torneo que se disputó en dos países distintos.
- En el 2011 en un principio se tenía planificado realizar este torneo, y los participantes iban a ser Emelec, Deportes Tolima, Barcelona y San Martín. Finalmente se anunció que no se realizaría el torneo.[9]
- Emelec ha sido el equipo con mejor participación en la historia de este torneo, al ser finalista en todas sus ediciones, consiguiendo así campeonatos y subcampeonatos.